# Brünkers Mühle
Die Brünkers Mühle war eine Wassermühle an der Jungen Wurm in der Stadt Heinsberg im nordrhein-westfälischen Kreis Heinsberg im Regierungsbezirk Köln.

## Geographie
Die Brünkers Mühle hatte ihren Standort am Driesch 63 im Heinsberger Stadtteil Randerath. Das Grundstück, auf dem das Mühlengebäude stand, hat eine Höhe von ca. 53 m über NN. Oberhalb stand die Lambertz-Mühle, unterhalb hatte die Horster Mühle ihren Standort.

## Gewässer
Die Junge Wurm war ein weitestgehend parallel zur Wurm verlaufendes Gewässer. Die Abzweigstelle von der Wurm befand sich im Geilenkirchener Stadtteil Nirm auf einer Höhe von 54 m über NHN. Von dort floss die Junge Wurm in nordnordwestlicher Richtung durch die Ortsgebiete von Randerath, Horst, Porselen, Dremmen, Grebben, Heinsberg und Kempen, wo sie in nordöstlicher Richtung in die Rur mündet. Westlich von Kempen spaltet sich aus der Jungen Wurm an einem Teilungswehr ein „Mühlenbach“ genannter Abzweig ab, der entlang des Ortes Karken fließt und vor der Wolfhager Mühle sich mit dem Schaafbach vereinigt. Wenige Kilometer später mündet dieses Gewässer nach der Überquerung der deutsch-niederländischen Grenze südlich von Vlodrop auf einer Höhe von 29 m über NHN ebenfalls in die Rur. In den 1940er-Jahren wurde die Junge Wurm im südlichen Verlauf verfüllt und im nördlichen Bereich begradigt und verlegt, was die endgültige Stilllegung der meisten der rund 15 Mühlen entlang des Mühlenkanals zur Folge hatte.

## Geschichte
Die Produktion von Textilgewebe war für die Menschen in Randerath von großer Bedeutung. So arbeiteten 1843 in drei Unternehmen etwa 300 Weber. Um die gewebten Tuche aufzurauen, bauten und  unterhielten die Gebrüder Mathias und Anton Brünkers auf dem Driesch eine mechanische Rauherei, die mit Wasserkraft ein Wasserrad mit 20 PS Leistung antrieb. Im Laufe der Jahre verlagerte sich die Textilindustrie nach Mönchengladbach und Rheydt. Die Mühle wurde einer anderen Nutzung zugeführt, in dem man Gerberlohe herstellte. Später wurde auch Getreide gemahlen. 1936 wurde die Mühle still- und nach der Wurmverfüllung niedergelegt. Heute erinnert ein nachgebautes Mühlrad am neuen Haus an die ehemalige Mühle.

## Galerie

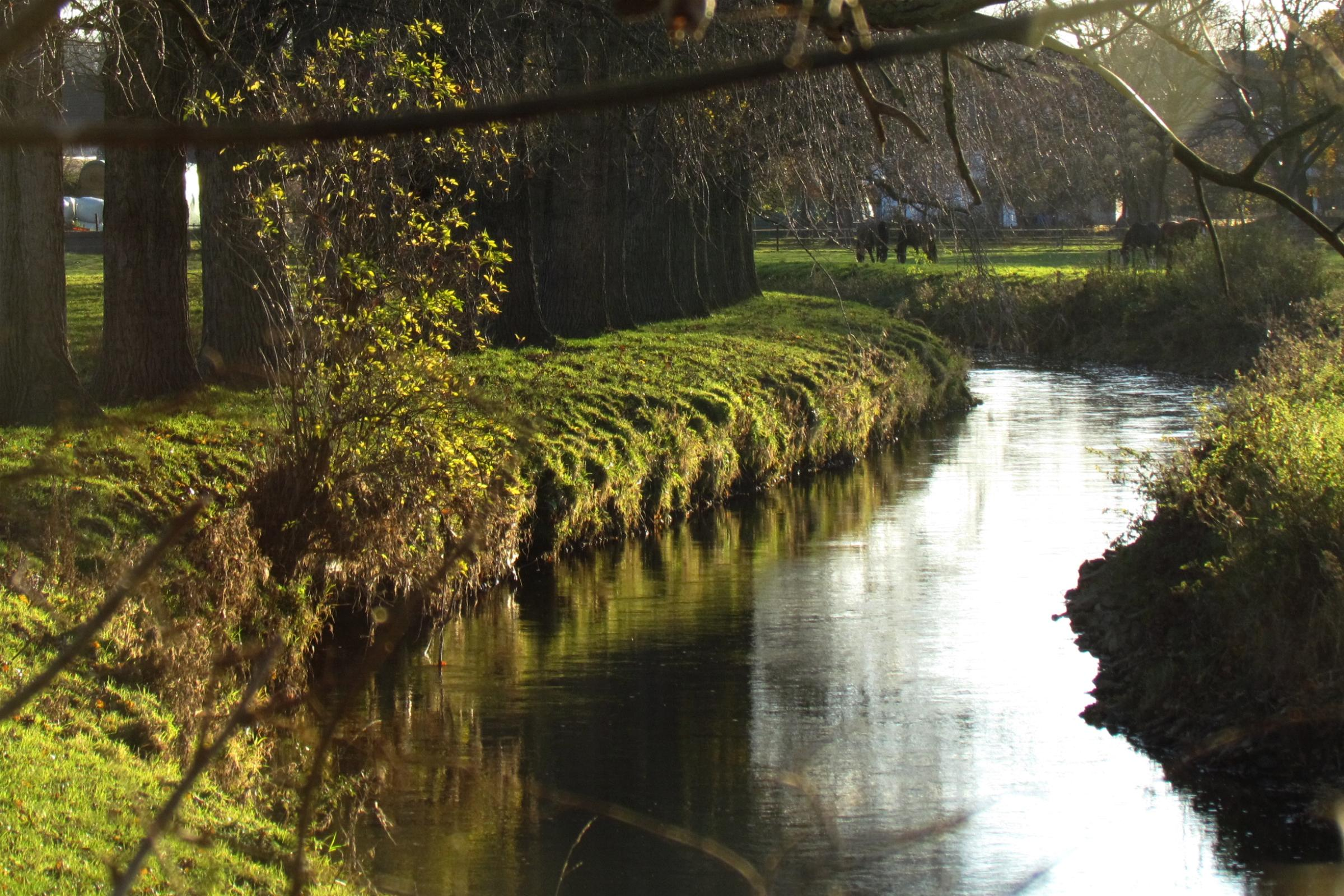
Die Wurm in der Ortslage Randerath
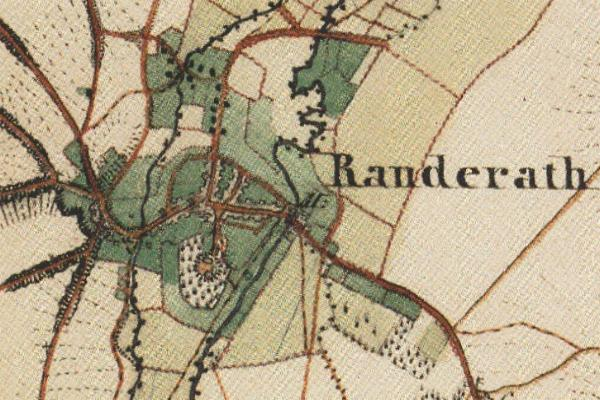
Randerath auf der Uraufnahme von 1846
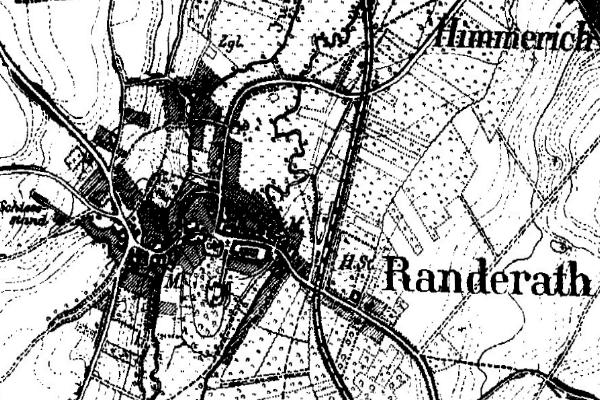
Randerath auf der Neuaufnahme von 1892
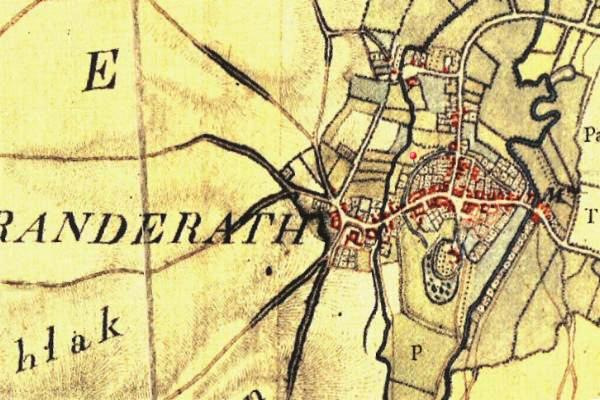
Randerath auf der Tranchotkarte 1805/1807

→ Siehe auch Liste von Mühlen an der Wurm und ihren Zuflüssen